# Masaba (langue)
Pour les articles homonymes, voir Masaba.
Le masaba (ou gisu) est une langue bantoue parlée en Ouganda.